# Serkan Özden
Serkan Özden (ur. 26 maja 1977) – turecki zapaśnik walczący w stylu klasycznym. Zajął siódme miejsce na mistrzostwach świata w 2009. Wicemistrz Europy w 2005 i trzeci w 2003. Zdobył trzy medale na igrzyskach śródziemnomorskich, w tym złoty w 2009.
Zdobył trzy medale na wojskowych MŚ, w tym złoty w 2000.
Brązowy medalista uniwersyteckich MŚ w 2000 i 2002 roku.
Czwarty w Pucharze Świata w 2003 i siódmy w 2007 roku.
Mistrz świata juniorów w 1997. Mistrz Europy juniorów w 1995, drugi w 1997 roku.